# Ifisdaïas
Ifisdaïas (en grec ancien : Υφισταίας (Iphisdaias)) est un chef berbère du vie siècle, et allié des troupes byzantines pendant les insurrections berbères en Afrique. Il est le père d'un individu nommé Bitipten. Entre 546/547-548, il est le chef d'une tribu berbère et, en raison de sa loyauté envers le pouvoir impérial, il reçoit le titre de Praefectus gentis.
À l'hiver 546/547, il participe à la campagne du gouverneur byzantin Jean Troglita et à la bataille qui entraîne la défaite du chef rebelle berbère Antalas. À la fin de 547/début de 548, il est en désaccord avec un autre allié berbère des Byzantins, Cusina, mais se réconcilie avec lui par l'intermédiaire d'un émissaire nommé Jean,,. Jean Troglita rejoint leurs armées pour la campagne de printemps du 548, au cours de laquelle Ifisdaïas aide à réprimer une mutinerie militaire byzantine et participe à la bataille décisive des champs de Caton.

## Référencement